# Masakra pod Little Egg Harbor
Masakra pod Little Egg Harbor – pogrom na kilkudziesięciu żołnierzach legionu Pułaskiego, który miał miejsce 15 października 1778 niedaleko Little Egg Harbor w stanie New Jersey w czasie wojny o niepodległość Stanów Zjednoczonych. Dokonany był przez żołnierzy brytyjskich pod dowództwem kpt. Patricka Fergusona.

## Geneza
W czasie wojny o niepodległość Stanów Zjednoczonych Brytyjczycy musieli dostarczać zaopatrzenie dla swoich wojsk drogą morską. Amerykanie nie posiadali silnej floty, która mogłaby temu przeciwdziałać. Skorzystano więc z usług prywatnych właścicieli okrętów, którym wystawiano listy kaperskie. Kaprzy ci swoją bazę mieli między innymi w zatoce Egg Harbor na wybrzeżu New Jersey. Dzięki temu zaopatrzenie, które miało trafiać do Brytyjczyków, było częściowo przejmowane i trafiało do armii Georga Washingtona. Anglicy postanowili temu przeciwdziałać. Na niedużą flotę załadowali 300 żołnierzy pod dowództwem kpt. Patricka Fergusona. Zadaniem ekspedycji było zatopienie kaperskich okrętów i dokonanie zniszczeń na terenie kontrolowanym przez Amerykanów. 29 września 1778 Amerykanie dzięki szpiegom dowiedzieli się o angielskich zamiarach. Część kaperskich statków wypłynęła w morze, a część mniejszych statków – w górę rzeki. Amerykanie zaczęli też wysyłać towary zgromadzone w nadmorskich magazynach w głąb lądu. Wskutek złej pogody flota angielska dotarła na miejsce 4 października, po czym do sił angielskich dołączyło ok. 100 lojalistów. 5 października legion Pułaskiego pod dowództwem generała Kazimierza Pułaskiego, liczący około 330 żołnierzy, wyruszył z Trenton i został skierowany do obrony wybrzeża. 6 października doszło do tzw. bitwy pod Chestnut Neck, gdzie krótko opierał się nieduży oddział amerykańskiej milicji, który szybko wycofał się w głąb lądu. Brytyjczycy mieli tylko jednego rannego. Rozpoczęto też niszczenie zabudowań. 8 października legion Pułaskiego dotarł w okolice Little Egg Harbor. Nieopodal brzegu na farmie Jamesa Willetta ulokowała się wysunięta placówka w sile około 50 żołnierzy. Główny obóz stacjonował w głębi lądu na farmie Jeremiasa Ridgwaya. Przez następne dni obie strony wzajemnie się obserwowały. Milicja amerykańska z New Jersey nie wykazywała ochoty do walki, a nawet zaczęła rozchodzić się do domu. Głównie więc to obecność legionu Pułaskiego ograniczyła angielskie wypady na ląd. Około 10 października dezerter z armii heskiej porucznik Gustaw Juliet, który służył w legionie Pułaskiego, zdezerterował z legionu i przekazał Anglikom informację o miejscu obozowania oddziału.

## Masakra
Kapitan Ferguson zdecydował się zaatakować legionistów. 250 Brytyjczyków wylądowało na wyspie Osborn. Obsadzili oni most, który łączył wyspę z lądem. Poluzowali też deski, aby w razie odwrotu można było szybko utrudnić przeprawę przeciwnikowi. W nocy z 14 na 15 października 1778 Anglicy w pierwszej kolejności zabili samotnego strażnika. Następnie uderzyli na wysuniętą placówkę i zakłuli bagnetami do 50 śpiących legionistów (dokładna liczba nie jest znana). Jedynie 5 z nich zabrali do niewoli. Wśród pomordowanych znajdowali się pułkownik de Boze i porucznik de la Borderie. Po tym, jak Pułaski dowiedział się o angielskim wypadzie, przeprowadził atak na wroga. Anglikom jednak udało się wycofać na swoje statki. Kilka dni później Anglicy zakończyli wyprawę i odpłynęli. Straty Anglików wyniosły: 2 zabitych i 4 rannych. Według innego źródła straty te wyniosły: 3 zabitych i 6–10 rannych lub zaginionych.
Pułaski w swoich raportach stwierdził, że wygrał pod Little Egg Harbor. Pisał, że nieprzyjaciel uciekł, w nieporządku zostawiając dużą ilość broni i wyposażenia. Anglicy zadali duże straty legionowi Pułaskiego, ale nie udało im się zrealizować głównego celu wyprawy: unieszkodliwienia amerykańskich kaprów i ich bazy wypadowej. Na dodatek jeden z ich okrętów utknął na mieliźnie i nie dało się go z niej ściągnąć. Ostatecznie wysadzili go w powietrze, żeby nie wpadł w ręce Amerykanów. Angielska wyprawa zakończyła się niepowodzeniem.